# Десета словеначка ударна бригада
Десета словеначка народноослободилачка ударна бригада (позната и као Љубљанска бригада) формирана је 11. септембра 1943. године у селу Голом на планини Мокрецу код Љубљане, од 2. батаљона Друге ударне бригаде „Љубо Шерцер” и нових бораца који су после капитулације Италије дошли из Љубљане. Имала је два, а крајем септембра четири батаљона и пратећу чету са преко 900 бораца. Од 14. септембра 1943. до краја рата налазила се у саставу Осамнаесте дивизије.

## Борбени пут бригаде
У септембру је рушила пругу Гросупље-Кочевје, а почетком октобра пругу Боровница-Логатец, што је касније знатно отежало немачку реокупацију слободне територије у Долењској и Нотрањској. У Октобарској офанзиви водила је тешке борбе са надмоћним немачким снагама, посебно у Теменишкој долини крајем октобра, на положајима села Муљаве, Чрнела, Странске Васи, Знојиле, Илове Горе, Габерје 1-4. новембра и на подручју планине Мачковица, Мокреца и Крима 9-10. новембра 1943. године. У тим борбама бригада је претрпела веома тешке губитке. У другој половини новембра, у саставу 18. дивизије, пребацује се у Горски Котар, где у саставу 13. приморско-горанске дивизије учествује у уништењу више немачких и усташких упоришта. Нарочито се истакла у борбама за ослобођење Врбовског 15-23. децембра и Фужина 27. децембра 1943. године. У Долењску се вратила крајем јануара 1944; у фебруару и марту водила је честе борбе са немачким колонама дуж друма и железничке пруге Гросупље-Рибница-Кочевје и учествовала у тешким борбама око немачко-белогардијског упоришта Рибница 17-21. априла, око Жужемберка 2-4. маја, при ослобођењу Тржишча и Св. Јурија код Мокронога 30. маја, у рушењу Штампетовог моста на прузи Трст-Љубљана 26. септембра 1944, у Лошкој долини с јачим немачким и домобранским снагама 8-12. октобра, код Копривника 14. новембра, у неуспелом нападу 18. дивизије на Кочевје 18-21. новембра 1944. и остало.
До краја рата водила је честе и тешке борбе са Немцима и јединицама словеначког домобранства у Сухој крајини, око Новог Места и на Кочевском рогу и учествовала у ослобођењу Љубљане 7-9. маја 1945. године.
Одлуком Главног штаба Словеније од 27. фебруара 1945. бригада је била проглашена ударном. Одликована је Орденом партизанске звезде и Орденом братства и јединства.

## Припадници
Команданти бригаде
- Рудолф Хриберник: 11. септембар - 16. септембар 1943.
- Франц Ројшек: 16. септембар 1943 - 27. јун 1944.
- Глиша Раца: 4. јул 1944 - 11. фебруар 1945.
- Миро Свобода: 27. март - 15. мај 1945.

Политички комесари бригаде
- Јанко Рудолф: 11. септембар - 18. децембар 1943.
- Звоне Черне: 18. децембар 1943 - 23. јануар 1944.
- Јоже Коделич: 23. јануар 1944 - 5. март 1944.
- Игнац Ферфила: 5. март 1944 - 16. септембар 1944.
- Мартин Оцвирк: 16. септембар 1944 - 9. новембар 1944.
- Марко Врхунец: 9. новембар 1944 - 15. мај 1945.

Заменици команданта бригаде
- Ладо Фајдига: 16. септембар 1943 - 4. октобар 1943.
- Звоне Черне: 19. октобар 1943 - 18. децембар 1943.
- Матевж Шивец: 22. јануар 1944 - децембар 1944.
- Јоже Голичич: 18. април 1945 - 15. мај 1945.

Заменици политичког комесара бригаде
- Франц Стегнар: 16. септембар 1943 - децембар 1943.
- Антон Трчек: 16. јануар 1944 - 3. новембар 1944.
- Ибро Бајрактаревић: 5. новембар 1944 - 15. мај 1945.